# Cateria gerlachi
Cateria gerlachi är en djurart som tillhör fylumet pansarmaskar, och som beskrevs av Higgins 1968. Cateria gerlachi ingår i släktet Cateria och familjen Cateriidae. Inga underarter finns listade i Catalogue of Life.